# نوشان سفلي
نوشان سفلي هي قرية في مقاطعة أرومية، إيران. يقدر عدد سكانها بـ 242 نسمة بحسب إحصاء 2016.